# إيما هيلين بلير
إيما هيلين بلير (بالإنجليزية: Emma Helen Blair)‏ هي صحفية ومؤرخة أمريكية، ولدت في 1851، وتوفيت في 1911.